# God Child
God Child (jap. ゴッドチャイルド, Goddo Chairudo) ist die Fortsetzung einer zunächst unter dem Titel Hakushaku Cain (伯爵カイン, Hakushaku Kain) erschienenen Manga-Serie der Zeichnerin Kaori Yuki (Angel Sanctuary).

## Handlung
Vor dem Hintergrund des viktorianischen London handelt die Geschichte vom unausweichlichen Verhängnis des 17-jährigen Graf Cain C. Hargreaves, der durch seinen Namen gestraft mit einem Fluch beladen lebt. Denn der kranke Geist seiner Mutter Augusta, die gleichzeitig Schwester seines Vaters Alexis war, will sich für Cains Geburt an Alexis rächen, indem sie ihm die Liebe seiner Familie nimmt. Als sie im Wahn stirbt, treibt sie Alexis dazu, seine Söhne auf ewig zu quälen. Der unschuldige Cain wird dadurch Grund für eine Spirale aus Gewalt und Tod um ihn herum, die ihren Anfang mit dem Tod seiner Halbschwester Shuzette nimmt. Seine sündige Liebe zu ihr lässt ihn glauben, tatsächlich für alles Verantwortung zu tragen.
Doch entgegen den Prophezeiungen seiner Familie findet er Vertraute in seinem treuen Butler Riff und seiner Adoptivschwester Merryweather. Diese geben ihm die Kraft, gegen seinen Vater zu kämpfen, um dem Fluch zu entkommen. Doch es scheint nicht gelingen zu wollen. Es stellt sich die Frage nach dem Sinn von Cains Leiden, die nicht beantwortet wird. Der Graf findet jedoch seine Ruhe zusammen mit dem einzigen, der ihm Halt geben konnte: seinem Butler Riff.

### Kafka
Der junge Count Cain liegt wegen eines Fieberschubs im Bett und wird von Alpträumen geplagt. Der neue Hausarzt der Familie, Dr. Ansel Allen, schlägt vor aufs Land zu fahren, damit der Count sich erholen kann. Er verrät ihm auch, dass dessen Fieberschub von einem Gift herrührt. Auf dem Land angekommen, wird Cain umgehend vom Herrn des nahe gelegenen Schlosses, Weatherby Castle, eingeladen. Die Hausherren sind der junge Darque und seine Schwester Justine. Diese ist anfällig gegen Sonnenlicht und mag keine Spiegel. Da Merry und Justine sich prächtig verstehen, ziehen die Hargreaves bei den beiden Adligen ein. Etwas später wird eine Frauenleiche gefunden und das Gerücht über einen Vampir geht um. Riff macht sich verdächtig und verlässt das Haus.
Als Cain anfängt mit Justine zu flirten, deckt der verliebte Darque aus Verzweiflung das Mysterium auf: Justines und Darques Vater experimentierte mit dunkler Magie und benutzte Justine als Versuchsobjekt. Justines „dunkle Seite“ wurde geweckt und in der Nacht dürstet es sie nach dem Blut schöner Jungfrauen. Sie hatte auch Darque und ihren Vater verführt. Die schockierte Justine gerät in Panik und stößt in ihrem Wahn eine Kerze um. Der Turm steht bald darauf in Flammen, Cain kann Darque aber nicht davon abhalten, zu ihrer Rettung zukommen. Beide verbrennen im Turm. Cain ist erschüttert, weil er in Darque sich selbst erkennt: Auch er war in seine Halbschwester Shuzette, die er für seine Cousine hielt, verliebt.
Doktor Allen, alias Doktor Jezebel Disraeli, erzählt Cain, dass die Organisation Delilah für die Tragödie der beiden Adligen verantwortlich ist und dass er selber dazugehört. Er will Cain töten, da er ihn über alles hasst. Riff rettet Cain vor dem Doktor, der seine Chance vertan sieht und eine Giftkapsel schluckt. Es stellt sich heraus, dass Cain nie an Riff gezweifelt hat und dass dieser nach London gefahren ist, um Informationen über den Doktor einzuholen. Einige Zeit darauf erfahren sie noch, dass der Sarg des Doktors später leer gefunden wird und Cain fragt sich, was Delilah eigentlich ist.

### Das rote Schafsmal
Zurück in London ist Cains Vormund, sein Onkel Neal, wütend, denn Cain hat sich wiederholt negativ in die Schlagzeilen gebracht. Damit er den Ruf des Hauses nicht weiter ruinieren kann, soll der junge Count unverzüglich heiraten. Neal schlägt einen Handel vor: Wenn Cain seine Verlobte heiratet, dann unterzeichnet er Merryweathers Adoptionsurkunde. Cain muss einwilligen und begibt sich zum Haus der Lauderdales, deren Tochter Emelyne er ehelichen soll. Die hat allerdings noch zwei weitere Verehrer im Schlepptau, Oscar und Keith. Merry spielt unterdessen mit dem geistig zurückgebliebenen Bruder Emelynes, Gilford. Als die beiden Verlobten am Abend einen Ball besuchen, soll eine begnadete Wahrsagerin für die beiden die Zukunft lesen. Merediana ist entsetzt als sie aus Cains Hand liest: seine Zukunft sei pechschwarz. Dieser ist von dem Mädchen seltsam fasziniert. Merediana flieht aber mit ihrem Begleiter sofort aus dem Saal, der niemand anders als Dr. Jezebel Disraeli ist.
Spät in der Nacht ermordet Jack the Ripper sein erstes Opfer in London. Ein Gerücht geht um, dass Besucher der Wahrsagerin verschwinden und auch Keith stirbt in ihrem Haus. Cain und Oscar wollen nachforschen und treffen auf Merediana, den Doktor sowie dessen Untergebenen Cassian. Als Emelyne von der nächtlichen Aktion erfährt, mischt sie sich in das Geschehen ein und wird von Jack the Ripper getötet. Der verzweifelte Cain versucht nun wenigstens Merediana zu retten, die laut ihrer Mutter eigentlich tot sein soll. Cain macht sich auf um den Doktor zu finden, Merrediana zu befreien und Emelyne zu rächen. In dem Spiel hat auch der junge Gilford noch etwas zu sagen und bevor der junge Count, Riff und Oscar das Spiel durchschauen stirbt Merediana und auch Gilford überlebt die Tragödie nicht. Cain fühlt die sich auch diesmal für die Ereignisse verantwortlich und Jezebel ist immer noch auf freiem Fuß.

### Scolds Briddle
Merrys Freundin Drew Benjamin hat Komplexe bezüglich ihres Aussehens. Da erfährt sie von einer Klinik, die angeblich Wunder bewirken kann. Geleitet wird diese Klinik von Jezebel Disraeli und Drew wird nur eins seiner vielen Opfer. Durch ein Elixier wird sie zwar sehr schön, kurz darauf stirbt sie aber. Der Doktor entführt auch Merry, die ihre Freundin zur Klinik begleitet hatte, aber Cain und Riff können die Kleine retten. Der junge Count ist erschüttert, da er es abermals nicht geschafft hat Delilah zuvorzukommen und nun auch Merry in Gefahr geraten war.

### Der Schmetterlingsknochen
Die Familie Hargreaves besucht entferne Verwandte, die Cromwells. Die Herrschaften des Hauses, Herr Cromwell, seine verwirrte Tochter Lucia, seine zweite Frau Abigail sowie deren Sohn Emile, heißen sie willkommen. Aber es scheint nicht alles mit rechten Dingen zuzugehen. In der Nacht versucht der Magier Clehadol, die vom Geist ihrer verstorbenen Mutter Toko besessene Lucia mit einer Seance wieder in ihren Normalzustand zurückzuversetzen, was auch gelingt.
Es stellt sich heraus, dass Abigail für den Selbstmord von Madame Toko verantwortlich gewesen ist und auch Lucia nach dem Leben trachtete. Sie kommt durch das Gift, das sie dem Mädchen verabreichen wollte, um. Ihr Sohn Emile ist darüber nicht traurig, da er seine Schwester liebt, die sich als einzige wirklich um den Jungen gekümmert hat. Im Zuge der Handlung sticht Emile auch seinen Stiefvater nieder, der dem Jungen jedoch nie Böses wollte.
Cain möchte Emile klarmachen, dass er von Vater und Schwester geliebt wird, doch in dem Moment erscheint überraschend Alexis. Dieser erinnert Cain daran, dass Menschen, die beschmutzt sind, auch ihre Liebsten mit sich in den Dreck ziehen. Obwohl diese Bemerkung auf Cain gemünzt ist, nimmt Emile sie sich zu Herzen und stürzt sich vom Dach. Wieder ist der Graf am Boden zerstört, wurde ihm doch von Alexis prophezeit, dass er, Cain, benannt nach dem ersten Mörder der Menschheit, niemals jemanden würde retten können.

### Zigeunerweisen
Cains Vater lässt dem Grafen keine Ruhe. Als Alexis sich mit seinem Bruder Neal trifft, kommt Cain gerade richtig, um mit anzuhören, wie sehr sein Onkel um sein Wohl besorgt ist. Allerdings kann er nicht verhindern, dass dieser schwer verletzt wird. Cain erfährt mehr über Delilah: Alexis als Cardmaster steht an der Spitze, unter ihm werden Ränge nach den Arcana des Tarotspiels vergeben. Cain beschließt endgültig, sich gegen Delilah zur Wehr zu setzen und versucht nun, die Organisation aufzuspüren.

### Mortician's Daughter
In der Stadt treibt derweil ein ominöser Sargmacher sein Unwesen und Oscar wird durch eine Verwechslung Ziel seiner Angriffe. Der Sargmacher gehört zu dem Bestattungsunternehmen der jungen Majorie, angeheuert, um die falschen Freunde ihres toten Vaters zu beseitigen, die diesen in den Selbstmord trieben – und ein gewisser Oscar war einer von ihnen. Der Mann scheitert und verbrennt im Haus des Unternehmens. Das Mädchen wird von Cain zu ihrer Tante gebracht und das Grundstück von einer gewissen Barabbas & Company gekauft. Cain findet heraus, dass der Sargmacher ebenfalls zu Delilah gehörte, aber er versteht noch nicht, welchen Auftrag der Mann gehabt hat.

### Little Miss Muffet
Es ist der Todestag von Cains Cousine und Halbschwester, Shuzette, die er über alles geliebt hatte. Der Graf weilt an ihrem Grab, da begegnet ihm ein Mädchen, das behauptet, Shuzettes Reinkarnation zu sein. Beunruhigt beschließt Cain, das Grab noch einmal zu besuchen und sich zu versichern, dass die Leiche des Mädchens unversehrt in ihrem Sarg ruht. Er trifft wieder auf das Mädchen, diesmal in Begleitung des Doktors. Jezebel erklärt, er habe Mikaela aus Zellproben Shuzettes geschaffen. Cain ist entsetzt und lehnt Mikaela ab, die wiederum in einem Angriff Riff vergiftet. Dem Grafen gelingt es nicht, Mikaela das Gegengift zu entreißen, aber der Doktor hilft Riff. Jezebel ist fasziniert von Riffs Hingabe für Cain und hat ihn gerettet, um mit anschauen zu können, wie ihr Band an Delilahs Intrigen zerbrechen wird.

### Bloody Maria und Castrato
Um mehr über Delilah zu erfahren, engagiert Cain den zwielichtigen Magier Clehadol, da dieser Verbindungen zu der Organisation zu haben scheint. Er erzählt Cain z. B., dass Leute, die in die Reihe der Arkana, der hohen Tarotkarten, aufgenommen werden, eine Prüfung ablegen müssen. Eine solche Prüfung muss Jezebel Disraeli bestehen. Er muss dem Hohepriester Kassandra Einsicht in all seine schmerzhaften Erinnerungen geben. Kassandra, der die geheimen Nöte Jezebels kennt, nutzt sein Wissen aus und gerät mit Jezebels Handlanger Cassian aneinander. Clehadol kann Cain auch einen Hinweis auf weitere Aktivitäten des Doktors geben und so nähert dieser sich einer Dame, bei der er tatsächlich auf den Doktor trifft. Die Episode endet einmal mehr mit dem Tod und das Grundstück wird abermals von Barabbas & Company gekauft.
Kassandra lässt sich als wohltätigen Adligen von London feiern und veranstaltet ein großes Straßenfest. Dieses lässt er jedoch in die Luft sprengen, um London vom „Abschaum der Unterschicht“ zu befreien. Cain kann Kassandras Machenschaften mit Hilfe des als Mädchen verkleideten und mit Drogen mundtot gemachten Jugendfreunds von Merry, Leroy, aufdecken.

### Der Judaskuss
Cain erzählt seiner Familie und Clehadol alles über Delilah und seinen Kampf. Doch der Magier lässt sich erst zur Mithilfe überreden, als seine Geliebte über Delilah stolpert und sterben muss. Als Clahadol zur Aufklärung Sheilas Geist herbeiruft, fällt ein schwerer Verdacht erst auf Oscar, dann auf Riff. Im Zuge der Ermittlungen entlarven die Bürgermeister Gloria, der mit Delilah zusammenarbeitet und Delilah zieht ihren größten Trumpf: Riff wird als Mitglied Delilahs enttarnt. Anscheinend war er schon früh von Alexis dafür auserwählt, Cain später den schwersten Schlag zu versetzen und von der hohen Arkana Madame Justice hypnotisiert worden. So wurde ein treuer Diener erschaffen, dessen wahre Persönlichkeit nun wieder von Madame Justice geweckt wurde.

### Das Schwert des Ödipus
Riffs Verrat hat Cain zerbrochen. Er beschließt mit seinem Vater Alexis auch Riff zu töten. Die wieder aufgetauchte Mikaela soll ihn zu Delilah führen, doch Alexis lässt seine Kreatur eiskalt fallen. Als Mikaela sich ihrer Rolle bewusst und von Merry auf den richtigen Weg gebracht wird, stirbt sie durch einen Attentäter Delilahs. Unterdessen trifft Cain auf Riff und seinen Halbbruder, den Doktor, dessen Schicksal als Puppe seines Vaters er nicht teilen will.

### Godless
Delilah lässt auf den gekauften Grundstücken riesige Opferobelisken aufstellen, die ein Pentagramm formen. Diese werden für das Ritual benötigt, das Cains Mutter Augusta wieder zum Leben erwecken soll. Cain lässt Merry in Oscars Obhut aus der Stadt bringen und stellt sich Delilah zusammen mit Clehadol. Er findet Madame Justice sowie Owl, dessen Aufgabe es sein soll, „das Ende der Welt mit anzusehen“. Die Zeremonie ist nah und tausende Menschen strömen durch Madame Justices' Talismane getrieben nach London, um Blutopfer für die Erweckung zu werden. Unterdessen hat Riff Ambitionen, Cardmaster zu werden und stellt Alexis. Der Schuss trifft aber den Doktor, der sich bis zuletzt nicht vom Joch seines Vaters befreien konnte. Außerdem will Riff sich von der Kontrolle von Madame Justice befreien und tötet diese. Mit zwei Sachen hat er jedoch nicht gerechnet: Auch er wurde seinerzeit vom Doktor künstlich wieder zu den Lebenden geholt, so dass sein Körper ein Zerfallsdatum hat und der Tod von Madame Justice ließ den Butler Riff wieder frei, seine zweite Persönlichkeit, die Oberhand über den Körper gewinnt.
Der sterbende Jezebel verschafft Riff durch sein Blut noch etwas Zeit, so dass er Cain helfen kann, Alexis endlich zu töten. Dieser erklärt Cain mit dem letzten Atemzug, dass er seine Söhne immer geliebt habe. Da Riffs Körper seine Grenzen erreicht hat, verlässt auch Cain das zusammenstürzende Gebäude nicht mehr. Er wird von Riff geschirmt unter den Trümmern begraben.
Während Owl verkündet, dass er das Ende der Welt ein anderes Mal erleben werde, da Delilah trotz des Todes des Cardmasters noch lange nicht am Ende sei, trifft Merry am von Cain erbauten Mausoleum auf Alexis. Dieser ist von Augusta getrieben, deren kranker Geist Drahtzieher allen Unglücks gewesen ist und die nun einen neuen, lebendigen Körper braucht. Aber fällt im Mausoleum in ihr eigenes Grab, so dass auch der getriebene Alexis endlich Ruhe findet.
Jahre später lässt Clehadol der mit Oscar verheirateten Merry Shuzettes Ring überbringen, den Cain immer getragen hatte. Da er in Kleidung kommt, die Cains sehr ähnelt, und Merry nicht direkt trifft, bleibt offen, ob sie an dessen Tod oder Leben glaubt.

## Personen

### Familie
- Count Cain C. Hargreaves – ist der 17-jährige Erbe von Land und Vermögen der alten Adelsfamilie Hargreaves. Er ist der Sohn von Alexis und dessen Schwester Augusta. Er hängt sehr an seinem Buttler Riff und seiner Adoptivschwester Merryweather. Der Name ist abgeleitet von Kain, dem zweiten Sohn Adam und Evas, der seinen Bruder Abel erschlug und damit zum ersten Mörder der Menschheit wurde. Laut Cains Großvater soll dieser Name ihn verfluchen und ihn dazu verdammen, den Mörder der Familie, Augusta, zu töten. Letztendlich erklärt Cains Vater aber, auch Kain sei ein von Gott geliebtes Kind gewesen, dass er zwar wegschickte, aber gut versorgte. Er stirbt in Riffs Armen.
- Merryweather Duke – ist die vermeintliche Tochter von Alexis und Allegra Duke, einem Dienstmädchen der Hargreaves. Nach dem Tod ihrer Mutter, für den Alexis verantwortlich ist, schlägt sie sich als Wahrsagerin durch bis Cain sie findet und aufnimmt. Sie ist am Anfang 10 Jahre alt. In Wahrheit ist sie jedoch nicht mit den Hargreaves verwandt, was nur Cain und Neal wissen. Cain hat sie adoptiert, da er sich sicher sein konnte, dass sie das „verfluchte Blut“ der Hargreaves nicht hat. Schlussendlich heiratet sie Oskar.
- Alexis – ist Cains Vater und Oberhaupt von Delilah. Er hasst Cain und hat ihn oft mit der Peitsche geschlagen. Er verschwindet für 6 Jahre, nachdem Cain versucht hat, ihn mit Arsen zu vergiften und will sich nun an seinem Sohn rächen. Am Ende wird jedoch ersichtlich, dass er vom Geist Augustas gelenkt wird und nur auf ihr Betreiben hin seine Söhne quält.
- Augusta – ist Cains Mutter und Tante. Weil sie die Geburt Cains nicht verkraftet hat, verliert sie den Verstand und wird in eine Irrenanstalt eingeliefert. Jahre später stürzt sie sich dort in Cain´s Beisein aus einem Fenster. Allerdings ist sie nicht unschuldig, denn sie ist es gewesen, die ihren Bruder verführt hat. Indem sie Cain und Jezebel dazu bringt, Alexis zu hassen, quält sie ihn.
- Neal – ist Cains Onkel. Er gibt diesem nicht die Schuld für das Unglück der Familienmitglieder. Er hat Augusta verehrt und kümmert sich als Cains Vormund um alles. Er versucht über Cain zu wachen.
- Shuzette – ist Cains Cousine und Halbschwester. Sie war seine erste Liebe und ihr Tod war sehr schmerzhaft für ihn.

### Freunde
- Riffuel Raffit – ist ein ehemaliger Medizinstudent. Nach dem Brand seines Elternhauses, den er als einziger überlebte, nahm Alexis ihn auf. Er wird Cains Diener und sein treuester Begleiter. Er wird von Cain zum Chefbutler ernannt und ist immer bei ihm. Aber Riff hat eine zweite Seite, die von Delilahs Madame Justice durch Hypnose unterdrückt wurde. Eine Zeit lang ist er deswegen als der Turm im Bund mit der Organisation.
- Oscar Gabriel – ist der 20-jährige, enterbte Sohn des Barons von Gabriel und ein Bekannter von Emelyne. Er hilft Cain und Merry und behauptet, Merryweather heiraten zu wollen, was er später tun wird.
- Emelyne Lauderdale – ist eine schwarzhaarige Schönheit und Cains Verlobte. Sie wurde von diesem nie ernst genommen, worunter sie sehr litt und stirbt letztendlich durch Jack the Ripper. Delilah ist für ihren Tod verantwortlich. Erst als sie tot ist, wird sich Cain seiner Gefühle für sie bewusst.
- Gilford Lauderdale – ein Jugendfreund von Cain und Emelynes Bruder. Durch Drogen war er lange Zeit geistig verwirrt und stirbt am Ende durch die Mutter seiner Geliebten, die gleichzeitig Jack the Ripper war.
- Merediana – ist eine Wahrsagerin, die für den Doktor arbeitete, da sie dachte, sie könnte ohne dessen Behandlung nicht leben. Sie verliebt sich aber in Cain und gibt am Ende ihr Leben für ihn.
- Clehadol – ein zwielichtiger Magier von armer Herkunft, der aber durch seine Fähigkeiten zu Ruhm und Ansehen gelang und der das Angebot Delilahs ausgeschlagen hat. Er hilft Cain Informationen über die Organisation zu finden.

### Delilah
Die Organisation verfolgt zwei Ziele. Einmal soll sie Cain das Leben zur Hölle machen, indem sie seine Freunde tötet, zum anderen bereitet sie sich auf das Ritual des „Jüngsten Gerichtes“ vor. Dazu erwirbt die Organisation Grundstücke in London, auf denen sie Obelisken aufstellt. Als alle zwölf platziert sind, beginnt die Zeremonie, die allerdings unterbrochen wird. Delilah zerfällt mit Alexis Tod.
- Cardmaster – Alexis Hargreaves, ist das Oberhaupt der Organisation Delilah. Er wird vom Geist seiner Schwester Augusta dazu getrieben, seine Söhne zu quälen, damit diese ihn hassen. Es sieht jedoch bis zum Ende so aus, als wäre Alexis der Drahtzieher, der sich an menschlichem Unglück ergötzt. Er stirbt durch Cain.
- Moon– die Zigeunerin Ida, ist Alexis treu ergeben und verwundet Neal in dessen Auftrag. Sie ist eine Zigeunerin, die in der Gesellschaft keine Aufnahme findet und sich deshalb Delilah anschließt.
- Der Tod – Dr. Jezebel Disraeli, ist der Ziehsohn Alexis. Alexis’ Grausamkeit treibt den tierlieben Jungen zu einer wahnsinnigen Hassliebe, so dass er es nicht schafft, sich von Alexis Einfluss zu befreien. Zeit seines Lebens ringt er um dessen Aufmerksamkeit, die er nur in Form von Peitschenhieben bekommt. Er hasst Cain, da auf diesem Alexis’ ganze Aufmerksamkeit ruht. Er stirbt für Alexis, getroffen von Riffs Kugel.
- Hohepriester – Kassandra (Lord Gladstone), er führt die Zeremonie durch, die ein neues Arkanum, eine neue Karte, bestimmt. Er kann dabei die Erinnerungen von Menschen lesen. Außerdem verfügt er über die Fähigkeit, Leute zu hypnotisieren und sie so seinem Willen zu unterwerfen. Da er jedoch bei einem seiner Aufträge versagte, beschloss Delilah in zu eliminieren.
- Der Turm – Riffuel Raffit, untersteht dem direkten Befehl des Cardmasters und versucht dessen Macht an sich zu reißen. Da sein Wesen lange zeit versiegelt war, bildete sich die Persönlichkeit von Cains Butler Riff heraus, die am Ende gewinnt.
- Cassian, ist ein Untergebener Jezebels. Er hat den Körper eines Kindes, ist aber schon 35. Als Erstes war er Statist in einem Zirkus, brachte jedoch den Direktor um und floh. Jetzt arbeitet er für den Doktor, damit dieser ihm einen neuen Körper beschafft. Cassian wurde jedoch von Kassandra tödlich verletzt, als dieser Jezebel töten wollte. Der Doktor, dessen Leben durch Cassian gerettet wurde, nahm Kassandra im Auftrag von Delilah gefangen und pflanzte Cassians Gehirn in Kassandras Körper. Er ist der Einzig, der den Doktor geliebt hat und sorgt für dessen Begräbnis.
- Das Ass der Schwerter – der Sargmacher – verstarb bei seinem Auftrag, das Grundstück eines Bestattungsunternehmens zu kaufen.
- Die Schleiereule – Owl ist ein Ziehsohn des Cardmasters. Er ist ein sehr talentierter Geigenspieler und kennt Cain seit der Beerdigung dessen Großvaters. Er hat die Aufgabe, dem Ende der Welt beizuwohnen und es als letzter zeuge zu betrachten. Als die Tragödie ihr Ende nahm, zieht er weiter um den Fortgang der Welt weiter mitzuerleben.

## Veröffentlichungen
Die Manga-Serie erschien in Japan in Einzelkapiteln im Manga-Magazin Hana to Yume des Hakusensha-Verlags. Während die ersten Kapitel von 1992 bis 1994 unter dem Titel Hakushaku Cain erschienen und in fünf Sammelbänden zusammengefasst wurden, setzte Kaori Yuki die Reihe ab 2001 unter dem neuen Titel God Child fort, unter dem bis Januar 2004 acht Sammelbände veröffentlicht wurden. Die durch die Produktion der Serie Angel Sanctuary verursachte langjährige Pause innerhalb der insgesamt 13 Bände zeigt sich vor allem in der Veränderung des Zeichenstils.
Auf Deutsch erschien die Serie bei Carlsen Comics unter dem einheitlichen Namen God Child zunächst im Manga-Magazin Daisuki, wurde dann allerdings wieder herausgenommen, da sie zu düster für das Magazin war. Von Januar 2004 bis Januar 2006 veröffentlichte der Verlag die Geschichte dann vollständig in Taschenbuchform.